# Ricardo Zunino
Ricardo Héctor Zunino (Ciudad de San Juan, Argentina; 13 de abril de 1949) es un expiloto de automovilismo argentino, que participó en Fórmula 1 desde 1979 hasta 1981.
Compitió en 11 Grandes Premios de Fórmula 1. En el Gran Premio de Canadá de 1979 sustituyó a Niki Lauda la escudería en Brabham, arribando séptimo. Después del Gran Premio de Francia de 1980 fue sustituido por el mexicano Héctor Rebaque.

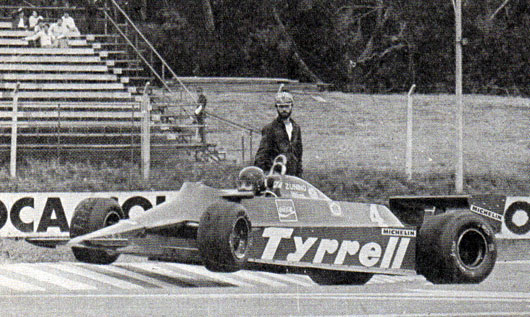
Zunino en el GP de Argentina de 1981.

En 1981 corrió para Tyrrell los Grandes Premios de Brasil y Argentina. Sus dos mejores actuaciones fueron en carreras sin puntaje: el GP de España de 1980 y el GP de Sudáfrica de 1981, ambos con Brabham, llegando a estar segundo en esta última. 
En 1979 ganó una carrera de la Fórmula Aurora, a bordo de un Arrows, en Brands Hatch.
En Argentina tuvo una destacada actuación en el Turismo Nacional, coronándose Campeón Argentino de la clase "C" en 1975 y 1976, alternando con Fiat 125 y Fiat Coupé, también tuvo una breve aparición en el Rally de Argentina de 1981 corriendo para el equipo oficial Datsun.
Después de su retiro de las pistas, se dedicó a negocios de hotelería en su provincia natal.

## Resultados

### Campeonato Europeo de Fórmula Dos
(Clave) (negrita indica pole position) (cursiva indica vuelta rápida)

| Año     | Escudería               | 1      | 2       | 3       | 4       | 5      | 6     | 7       | 8      | 9       | 10      | 11      | 12      | 13      | Pos. | Puntos |
| ------- | ----------------------- | ------ | ------- | ------- | ------- | ------ | ----- | ------- | ------ | ------- | ------- | ------- | ------- | ------- | ---- | ------ |
| 1977    | AFMP Euroracing         | SIL    | THR 9   | HOC Ret | NÜR 14  |        |       |         |        |         |         |         |         |         | 20.º | 1      |
| 1977    | March Engineering       |        |         |         |         | VAL 11 | PAU 6 | MUG Ret | ROU 10 | NOG Ret | PER Ret | MIS Ret | EST DNQ | DON Ret | 20.º | 1      |
| 1978    | March Engineering       | THR 14 | HOC Ret | NÜR 13  | PAU Ret | MUG 18 | VAL 6 | ROU 5   | DON 9  | NOG DNS | PER 5   | MIS 7   | HOC 5   |         | 12.º | 7      |
| 1979    | Polifac BMW Junior Team | SIL 9  | HOC Ret | THR Ret | NÜR 10  | VAL    | MUG   | PAU     | HOC    | ZAN     | PER     | MIS     | DON     |         | NC   | 0      |
| Fuente: |                         |        |         |         |         |        |       |         |        |         |         |         |         |         |      |        |

### Fórmula 1 Británica
(Clave) (negrita indica pole position) (cursiva indica vuelta rápida)

| Año     | Escudería             | 1   | 2   | 3   | 4   | 5   | 6     | 7       | 8     | 9       | 10    | 11    | 12    | 13    | 14    | 15  | Pos. | Puntos |
| ------- | --------------------- | --- | --- | --- | --- | --- | ----- | ------- | ----- | ------- | ----- | ----- | ----- | ----- | ----- | --- | ---- | ------ |
| 1979    | BS Fabrications       | ZOL | OUL | BRH | MAL | SNE | THR 5 | ZAN Ret |       |         |       |       |       |       |       |     | 6.º  | 39     |
| 1979    | Charles Clowes Racing |     |     |     |     |     |       |         | DON 4 | OUL Ret | NOG 7 | MAL 2 | BRH 1 | THR 2 | SNE 2 | SIL | 6.º  | 39     |
| Fuente: |                       |     |     |     |     |     |       |         |       |         |       |       |       |       |       |     |      |        |

### Fórmula 1
(Clave) (negrita indica pole position) (cursiva indica vuelta rápida)

| Año     | Escudería            | 1     | 2      | 3      | 4       | 5       | 6       | 7       | 8   | 9   | 10  | 11  | 12  | 13  | 14    | 15      | Pos. | Puntos |
| ------- | -------------------- | ----- | ------ | ------ | ------- | ------- | ------- | ------- | --- | --- | --- | --- | --- | --- | ----- | ------- | ---- | ------ |
| 1979    | Parmalat Racing Team | ARG   | BRA    | RSA    | USW     | ESP     | BEL     | MON     | FRA | GBR | GER | AUT | NED | ITA | CAN 7 | USA Ret | NC   | 0      |
| 1980    | Parmalat Racing Team | ARG 7 | BRA 8  | RSA 10 | USW Ret | BEL Ret | MON DNQ | FRA Ret | GBR | GER | AUT | NED | ITA | CAN | USA   |         | NC   | 0      |
| 1981    | Tyrrell Racing       | USW   | BRA 13 | ARG 13 | SMR     | BEL     | MON     | ESP     | FRA | GBR | GER | AUT | NED | ITA | CAN   | LVG     | NC   | 0      |
| Fuente: |                      |       |        |        |         |         |         |         |     |     |     |     |     |     |       |         |      |        |